# 浅野篤司
浅野 篤司（あさの あつし、1981年7月26日 - ）は、日本の男性総合格闘家。東京都出身。KRAZY BEE所属。
総合格闘家の浅野倫久は実兄。

## 来歴
2005年9月18日、第12回全日本アマチュア修斗選手権大会フェザー級（-60kg）に出場。決勝で扇久保博正に判定負けし、準優勝となった。
2005年10月28日、リングネームをAtsushi13号と改名し、プロ修斗デビューするも、矢作尚紀に判定負け。
2007年1月、KILLER BEE（現KRAZY BEE）に移籍し、リングネームも本名に戻した。
2007年5月26日、修斗でKODOと対戦し、目尻のカットによるドクターストップでTKO負け。
2008年7月7日付けで兄・倫久とともに引退した。

## 戦績

### プロ総合格闘技
| 総合格闘技 戦績 | 総合格闘技 戦績 | 総合格闘技 戦績 | 総合格闘技 戦績 | 総合格闘技 戦績 | 総合格闘技 戦績 | 総合格闘技 戦績 |
| --------------- | --------------- | --------------- | --------------- | --------------- | --------------- | --------------- |
| 6 試合          | (T)KO           | 一本            | 判定            | その他          | 引き分け        | 無効試合        |
| 1 勝            | 1               | 0               | 0               | 0               | 1               | 0               |
| 4 敗            | 1               | 0               | 3               | 0               | 1               | 0               |

| 勝敗 | 対戦相手 | 試合結果                          | 大会名                                            | 開催年月日     |
| ×    | 根津優太 | 5分2R終了 判定0-3                 | 修斗 BATTLE MIX TOKYO 04                          | 2007年7月20日  |
| ×    | KODO     | 2R 3:21 TKO（ドクターストップ）   | 修斗 BATTLE MIX TOKYO 03                          | 2007年5月26日  |
| △    | 田村和也 | 5分2R終了 判定0-0                 | G-SHOOTO Special 02                               | 2006年10月20日 |
| ×    | 松本輝之 | 5分2R終了 判定0-3                 | 修斗 【新人王決定トーナメント フェザー級 準決勝】 | 2006年9月8日   |
| ○    | 山下悟史 | 1R 4:40 TKO（スタンドパンチ連打） | 修斗 【新人王決定トーナメント フェザー級 1回戦】  | 2006年5月28日  |
| ×    | 矢作尚紀 | 5分2R終了 判定0-3                 | 修斗 下北沢修斗劇場 第13弾 〜Soulful Fight〜      | 2005年10月28日 |

### アマチュア総合格闘技
| 勝敗 | 対戦相手   | 試合結果                 | 大会名                                                     | 開催年月日     |
| ×    | 扇久保博正 | 3分2R終了 ポイント39-44  | 第12回全日本アマチュア修斗選手権大会 【フェザー級 決勝】   | 2005年9月18日  |
| ○    | 早川展弘   | 4分1R終了 ポイント29-20  | 第12回全日本アマチュア修斗選手権大会 【フェザー級 準決勝】 | 2005年9月18日  |
| ○    | 永本泰章   | 4分1R終了 ポイント23-20  | 第12回全日本アマチュア修斗選手権大会 【フェザー級 2回戦】  | 2005年9月18日  |
| ○    | 根津優太   | 1R 1:38 TKO（負傷棄権）  | 第12回全日本アマチュア修斗選手権大会 【フェザー級 1回戦】  | 2005年9月18日  |
| ○    | 西村広和   | 1R 1:29 肩固め           | 第10回パンクラス・ゲート×2 ワンマッチ大会                  | 2005年6月19日  |
| ○    | 本田壮一   | 2R 0:55 腕ひしぎ十字固め | 東京フリーファイト3                                        | 2005年5月29日  |
| △    | 齊藤曜     | 3分2R終了 判定1-0        | 第9回パンクラス・ゲート×2 ワンマッチ大会                   | 2005年4月24日  |
| ○    | 鈴木祐治   | 3分2R終了 判定3-0        | 第7回パンクラス・ゲート×2 ワンマッチ大会                   | 2004年12月12日 |